# Lúcia Benedetti
Lúcia Benedetti -nacida como Lúcia Matias Benedetti Magalhães- (Mococa, 30 de marzo de 1914 - Río de Janeiro, 1998) fue una escritora, dramaturga, periodista, profesora y traductora brasileña adscrita a la literatura infantil.

## Biografía
Hija de Domingo Benedetti, sastre y músico, y de D. Leocádia M. Benedetti, nació en Mococa. Radicada en Río de Janeiro, comenzó a escribir cuando todavía era una estudiante cuentos, crónicas y reportajes imaginarios para la revista O Ensaio. Estudió ciencias y letras en el Ginásio Bittencourt Silva, de la localidad de Niterói.
Se graduó de derecho en la facultad homónima de Niterói en 1932, pero nunca ejerció su profesión, dado que optó por la enseñanza en las escuelas. Gracias a su rol como docente, pudo escribir para el periódico A Noite, donde debutó en 1935; fue en este medio de comunicación donde posteriormente escribiría una columna titulada Diário de uma Professorinha, espacio que plasmaba los incidentes y experiencias que vivía con sus alumnos. En este periódico carioca, conoció a su marido, el periodista, dramaturgo y escritor Raimundo Magalhães Júnior, con quien se casó en 1933.
En 1942, la pareja se trasladó a la Estados Unidos donde Magalhães Junior comenzó a trabajar con Nelson Rockefeller, en la Oficina de Asuntos Interamericanos, y a escribir en The New York Times. Aquí, Benedetti se destacó como corresponsal para varios periódicos brasileños y permaneció en ese país hasta 1945. Es en esta época donde escribe su primera novela titulada Chico Vira Bicho e outras histórias, en colaboración con su marido, aunque su obra literaria que marcó efectivamente su debut como novelista fue Entrada de Serviço, publicada en 1942. Fue incluida dentro del grupo de escritoras adscritas a la «nueva literatura brasileña» de la década de 1940, entre las que se encontraban Helena Silveira (1911-1988), Ondina Ferreira (1909), Elsie Lessa (1914-2000), Lia Correia Dutra (1908-1989), Elisa Lispector (1911-1989) y Alina Paim (1919-2011), entre otras.
Lúcia Benedetti es considerada como la precursora del teatro infantil en Brasil tras el estreno, en 1948, de la obra de teatro O Casaco Encantado que presentó la compañía de teatro Companhia Artistas Unidos; tal trabajo sentó las bases de lo que actualmente se considera como dramaturgia infantil brasileña, que buscó, a partir de entonces, que en todos los proyectos destinados a este tipo de audiencia existiera la misma calidad literaria y escénica que las alcanzadas en las centradas en los adultos.
Varias de sus obras se han representado en Argentina y Portugal.

## Obras principales

### Novela
- Chico Vira Bicho (1943).
- Entrada de Serviço (1942).
- Noturno sem Leito (1947).
- Três Soldados (1955).
- Chão Estrangeiro (1956).
- Maria Isabel, Uma Vida no Rio (1960).
- O Espelho Que Vê por Dentro (1965).

### Teatro
Teatro infantil
- O Casaco Encantado (1948).
- Simbita e o Dragão (1948).
- A Menina das Nuvens (1949).
- Branca de Neve (1950).
- Josefina e o Ladrão (1951).
- Joãozinho Anda Pra Trás (1952).
- Sinos de Natal (1957).
- Sigamos a Estrela.
- Palhacinho Pimpão.

Teatro adulto
- O Banquete e a Farsa.
- Amores de Celeste.
- Figura de Pedro (1960).

### Cuento
- O Inferno de Rosauro, tal como se deu (1960).
- Vesperal com Chuva (1950).
- Nove Histórias Reunidas (1956).

## Principales Premios
- Premio Afonso Arinos de la Academia Brasileña de Letras por Vesperal com Chuva (1950).
- Premio de Teatro infantil – Prefectura del Distrito Federal - 1954.
- Premio Arthur Azevedo de la Academia Brasileña de Letras por O Casaco Encantado (1948).
- Premio A.B.C.T. en la categoría autor revelación por O Casaco Encantado (1949).
- Premio Teatro Infantil - Ley Jorge de Lima por Joãozinho Anda Pra Trás (1952).